# 汚い奴
『汚い奴』（きたないやつ）は、高口里純による日本の漫画作品、及びそれを原作とした映画である。
双葉社『アクションブラザー』に連載された漫画である。コミックスは1989年に双葉社アクションコミックスEX、1992年に双葉社ジュールコミックス、1995年に角川書店ヤングロゼコミックスとして、同内容のものが刊行されている。
1995年と1996年に角川書店『ヤングロゼ』にて、「汚い奴TYPE1」 「汚い奴TYPE2」が掲載され、1998年に双葉社『高口里純自選傑作集』に収録された。
2007年に双葉社より、本編に「汚い奴TYPE1」「汚い奴TYPE2」が加えられ文庫化された。

## 登場人物

### 主要登場人物
高須
ユスリ屋。29歳。本名、廉 七星（ヨム キルソン）。韓国人。元プロボクサーで左ストレートを得意とし、19歳で東洋W級新人王となっていた。10年前、八百長試合が原因でボクシング界から追放された。左手に真珠の指輪をはめ、本気で殴る事態が起こると指輪を外す。
森山
興信所の探偵。高須に強請り対象の調査を依頼され、強請りの片棒を担いでいる。ボクサー時代の高須に惚れ込んでいた。元警官。
立花
暴力団、黒一心会の幹部。
池尻
刑事。森山の旧友。
中尾
刑事。池尻の部下。

### ゲスト登場人物
管原 沙由理
有名女子大学生。19歳。売春をネタに高須に強請られる。
真澄
轢き逃げに合った男子高校生。恋人と共に轢き逃げに合い、それを目撃した高須に助けを求めるが無視される。恋人は死亡し、救急車を呼ばなかった高須を呪う。
丸山 等
高校生2人を轢き逃げしたヤクザ。高須に強請られ、仕返しに拳銃で殺そうとする。
丸山等の女房
雑司ヶ谷で飲み屋を経営している。
住吉 幸三郎
代議士。大手不動産会社との癒着が話題となっている。
中村 真已子
アイドル歌手。集団強姦を受け、逃げ去っていたところを高須に見られ、所属プロダクションが高須に強請られた。次第にプロダクションから軽んじられるようになり、腹いせに高須を調査し脅す。
大橋 由雄
廉七星を育て上げたセコンド。10年ぶりに高須と再会した時には、暴力団絡みの八百長試合で窮地に陥っていた。
ボクサー
日本Jr.バンダム級新人王。試合へのプレッシャーから、一般人に殴りかかる通り魔事件を起こしていた。
野中 たつお
万引きを繰り返していた中学生。万引き現場を高須に見られ、強請られ始める。
王 双五
台湾マフィアの逃亡中の殺し屋。母親が日本にいるので日本に帰化。

## 単行本
高口里純『汚い奴』〈双葉社・アクションコミックスEX〉全1巻
- 1989年12月発売

高口里純『汚い奴』〈双葉社・ジュールコミックス〉全1巻
- 1992年4月発売、ISBN 4575331341

高口里純『汚い奴』〈角川書店・ヤングロゼコミックス〉全1巻
- 1995年10月発売、ISBN 4575331341

［文庫版］高口里純『汚い奴』〈双葉社・双葉文庫名作シリーズ〉全1巻
- 2007年3月発売、ISBN 978-4-575-72619-0

## 関連作品
暗殺者は魚を嫌う
クロスオーバーとして『汚い奴』の高須と森山が登場する。半ば高須が主人公である。時系列では『汚い奴』より後の物語である。

## 映画
1995年8月12日より公開された。上映時間は95分。原田龍二主演。
1995年「第5回日本映画プロフェッショナル大賞」監督賞受賞

### 出演
- 高須五郎：原田龍二
- 森山：山田辰夫
- 洋子：村松恭子
- 高須慶子(五郎の妹)：藤わたる
- 女子大生：樋口かおる
- 黒一心会理事長 タチバナ：黒沼弘巳
- 黒一心会幹部 タムラ：山本竜二
- 黒一心会組員：本宮泰風 ※ノンクレ
- タシロコウジ：奥田瑛二 ※特別出演
- 王双五：哀川翔 ※特別出演

### スタッフ
- 監督：望月六郎
- 製作：ミナミ十吾、谷口勝
- 企画：佐藤敏宏
- 原作：高口里純（双葉社刊）
- 脚本：こがねみどり、伊藤秀裕
- プロデューサー：吉田雅彦、結城哲也、向江寛城
- キャスティングプロデューサー：田辺博之
- 音楽プロデューサー：日永田広、高木健次（セブンノーツ）
- 音楽：梅林茂
- 撮影：石井浩一
- 照明：柴田信弘
- 美術：岡本国昭
- 録音：川田保
- 整音：岩田広一
- 編集：松竹利郎
- スクリプター：松本景
- 助監督：芝山隆二
- 制作担当：高橋利雄
- 技斗：東山茂幸
- 監督助手：今岡信治、森木正己
- 音響効果：丹雄二
- 選曲：中田裕章
- リーレコ：木村勝己
- ネガ編集：三陽編集室
- 小道具：浦上操子
- 衣裳：中川知
- ヘアー・メイク：阪本由利
- スチール：畠山寿人
- タイトル：道川昭
- 車輌：東京映行
- カースタント：TAKA
- 制作主任：田尻裕司
- 制作進行：増井幸夫、立花正敏、榎本敏郎、菅沼隆
- 制作協力：獅子プロダクション
- 衣装協力：MEN'S TENORAS CALZTURE UOMO
- 製作：グランプリエクセレント
- 制作：エクセレントフィルム

### テーマソング
「ヤングブラッズ」
作詞･作曲：佐野元春、編曲：大平太三、歌手：原田龍二

### 関連商品
- VHSビデオ『汚い奴』 - 　発売元：ミュージアム
- 8cmシングルCD 原田龍二「ヤングブラッズ」 - 1995年5月25日発売、PHDL-1033